# Furacão Humberto (2019)
O furacão Humberto foi um grande e poderoso ciclone tropical que causou extensos danos esses causados pelo vento no Território Britânico Ultramarino das Bermudas em setembro de 2019. Foi a oitava tempestade nomeada, o terceiro furacão e o segundo grande furacão - categoria 3 ou superior na escala Saffir-Simpson - da temporada de furacões no Atlântico de 2019. Humberto foi formado em 13 de setembro da interação prolongada de uma onda tropical e um vale de nível superior, então paralelo ao litoral leste da Flórida até 16 de setembro antes de virar bruscamente para nordeste. Um ambiente geralmente favorável permitiu que Humberto se tornasse um furacão naquele dia, e a tempestade se fortaleceu ainda mais para atingir o pico de intensidade como um furacão de categoria 3 em 18 de setembro. Depois que seu centro passou a 65 milhas (100 km) das Bermudas por volta das 00:00 UTC de 19 de setembro, o sistema encontrou forte cisalhamento do vento e ar mais seco. Privado de sua atividade de tempestade profunda, o sistema fez a transição para um poderoso ciclone extratropical no início de 20 de setembro.
Formado duas semanas antes na esteira do furacão Dorian, Humberto mostrou-se muito menos destrutivo nas Bahamas, produzindo apenas algumas tempestades. A costa leste da Flórida viu rajadas de vento com força de tempestade tropical, mar agitado e chuvas fracas. Correntes de retorno mataram uma pessoa na Flórida e outra na Carolina do Norte. Nas Bermudas, as inundações e chuvas costeiras foram limitadas pelas marés astronômicas baixas e pelo rápido movimento de Humberto. No entanto, ventos de superfície de pico de cerca de 110 mph (177 km/h), com rajadas mais altas, causaram danos generalizados a árvores, telhados, plantações e linhas de energia, mais notavelmente na extremidade oeste da cadeia de ilhas. Cerca de 90% da safra de banana das Bermudas foi perdida. Cerca de 600 edifícios sofreram danos no telhado, enquanto 27.900 clientes ficaram sem energia; embora a maior parte da rede tenha sido reparada rapidamente, algumas interrupções elétricas persistiram por pelo menos 10 dias. O Aeroporto Internacional LF Wade e o campus do Bermuda Weather Service sofreram danos materiais. No total, o furacão causou mais de US$ 25 milhões em danos nas Bermudas. O furacão Jerry ao sul representou brevemente uma ameaça ao território quando a limpeza de Humberto começou, mas acabou se dissipando sem efeitos colaterais.

## História meteorológica
As origens de Humberto remontam a uma onda tropical que saiu da costa ocidental da África em 27 de agosto de 2019. Acompanhado por pouca atividade convectiva, o distúrbio moveu-se para o oeste através do Atlântico por vários dias. Em 4 de setembro, a onda encontrou uma depressão de nível médio a superior de baixa pressão várias centenas de milhas a leste das Pequenas Antilhas. A resistência do vale dividiu a onda em duas; a porção sul prosseguiu através das ilhas de Barlavento, enquanto a porção norte da onda moveu-se em direção ao noroeste em conjunto com o vale. Como o vale tornou-se negativamente inclinado, ou orientado de noroeste a sudeste, o fortalecimento do fluxo anticiclônico em seu lado leste promoveu períodos de convecção intensificada perto da onda tropical. Essas explosões convectivas, em grande parte impulsionadas por ciclos diurnos, levaram ao desenvolvimento de uma ampla superfície baixa na manhã de 12 de setembro quando a perturbação mudou de norte a noroeste através das Ilhas Turcas e Caicos. Às 21:00 UTC, o Centro Nacional de Furacões (NHC) elevou a perturbação a um potencial ciclone tropical, visto que representava uma ameaça à terra, mas sua circulação ainda não atendia à organização necessária para designar um ciclone tropical. Isso facilitou a emissão de avisos de tempestade tropical nas Bahamas. Observações de navios e ilhas próximas no início de 13 de setembro indicou que o centro de baixo nível tornou-se mais bem definido, e as imagens de satélite retrataram a formação de uma estreita faixa espiral curva no quadrante nordeste do distúrbio. Com base nessa evidência, o NHC estimou que uma depressão tropical se formou por volta das 18:00 UTC em 13 de setembro, aproximadamente 85 milhas (140 km) a leste de Eleuthera nas Bahamas. Se intensificou na tempestade tropical Humberto seis horas depois.

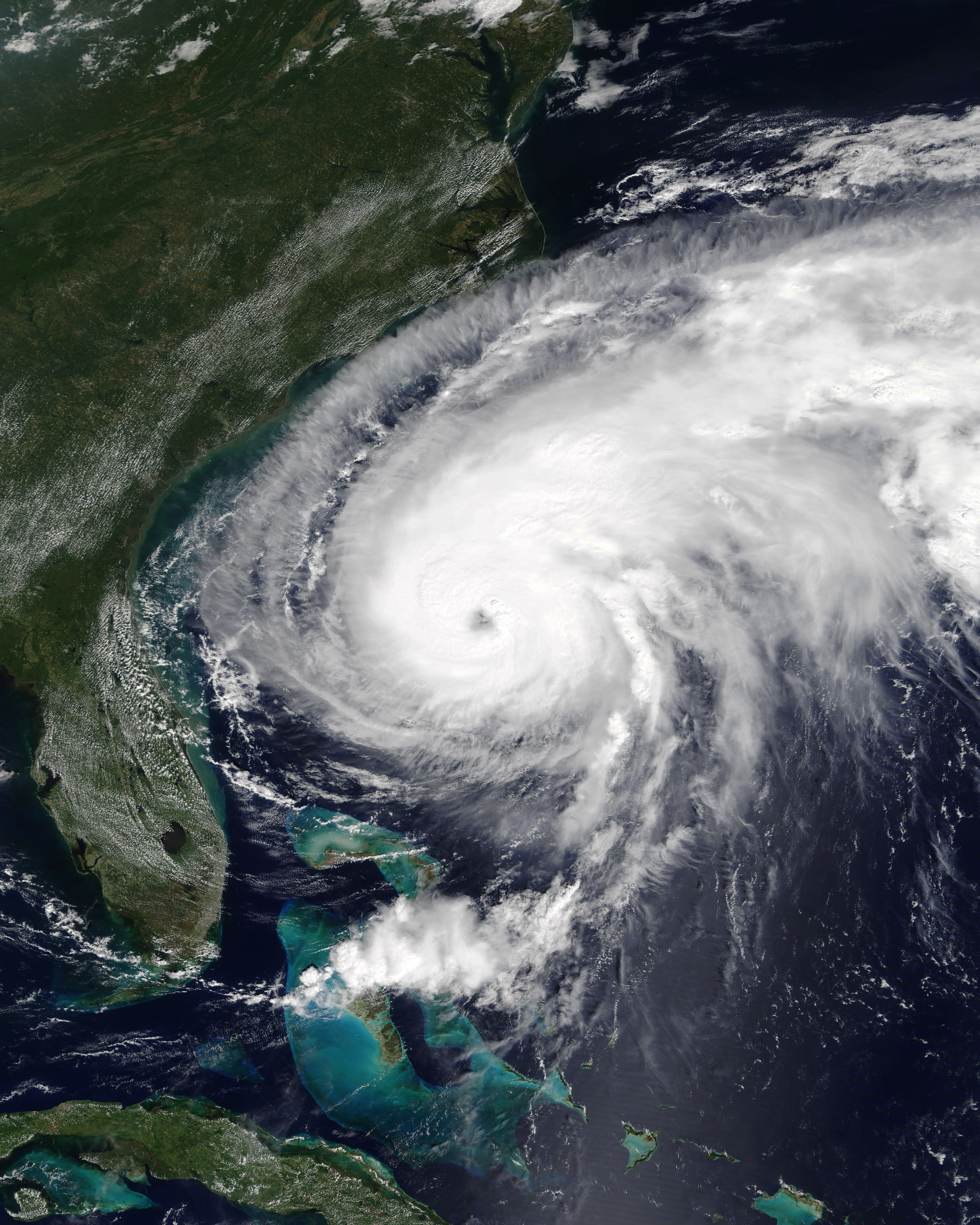
Humberto como um furacão de categoria 1 a noroeste das Bahamas e Flórida em 16 de setembro

O ciclone recém-formado lentamente virou para noroeste enquanto seguia em direção a um ponto fraco na alta dos Açores. O ar seco e o cisalhamento causado pelo vale que contribuiu para a genêse de Humberto agora inibia a organização, e a tempestade tropical se assemelhava mais a um ciclone subtropical em vez de um ciclone totalmente tropical em 14 de  setembro. Conforme o dia avançava, as missões de reconhecimento encontraram um centro de tempestade mais alinhado, uma indicação de que os ventos de nível superior estavam começando a ceder. Os recursos de bandas floresceram, o fluxo de saída de nível superior se expandiu e um núcleo interno formativo tornou-se aparente. Às 00:00 UTC em 16 de setembro, Humberto intensificou-se no terceiro furacão da temporada, paralisando temporariamente cerca de 175 milhas (280 km) a leste-nordeste de Cabo Canaveral, Flórida. A partir desse ponto, uma grande depressão em níveis superiores sobre a costa leste dos Estados Unidos direcionou o ciclone bruscamente para o nordeste.  Enquanto se movia sobre as temperaturas da superfície do mar de cerca de 84° F (29° C ), Humberto se intensificou durante o dia seguinte.  O furacão desenvolveu um grande olho, 35-40 milhas (55-65 km) de diâmetro, rodeado por topos de nuvens muito frias, uma qualidade que marca a intensa atividade de tempestades. Dados de uma missão de aeronave de reconhecimento na noite de 17 de setembro foi usado como base para atualizar Humberto para um furacão de categoria 3 por volta das 00:00 UTC em 18 de setembro. Esta atualização foi aplicada apesar de um campo de vento amplo e assimétrico que era mais expansivo no semicírculo sul.
Quando Humberto passou por cerca de 65 milhas (100 km) a noroeste das Bermudas por volta das 00:00 UTC de 19 de setembro, atingiu ventos sustentados máximos de 125 mph (205 km/h). Algumas estimativas de intensidade de satélite suportam status de categoria 4, e uma dropsonda na parede do olho sul mediu ventos no alto de 159 mph (256 km/h), além de ventos de superfície de 131 mph (211 km/h). No entanto, esses valores foram registrados em intervalos de dois segundos e, consequentemente, não eram representativos dos ventos sustentados. Além disso, as imagens do radar meteorológico das Bermudas indicaram uma parede do olho em rápida erosão. Portanto, os ventos mais fortes foram provavelmente o resultado de processos extratropicais que produziram um vento máximo semelhante a um jato, o que não seria indicativo da verdadeira força de Humberto como um ciclone tropical. À medida que Humberto acelerava à frente do vale invasor de nível superior a oeste, ele encontrou ventos de nível superior ainda mais fortes e ar mais seco que, juntos, desencadearam uma tendência de enfraquecimento. Às 00:00 UTC em 20 de setembro, o sistema tornou-se desprovido de convecção profunda organizada, marcando a sua transição para um ciclone extratropical enquanto localizado a 575 milhas (925 km) ao sul-sudoeste de Cabo Race, Terra Nova. O ciclone pós-tropical continuou a produzir uma grande área de ventos fortes até que se fundiu com uma baixa extra-tropical ainda maior por volta das 18:00 UTC em 20 de setembro.

## Preparativos
Imediatamente após a designação de um ciclone tropical em potencial, avisos de tempestade tropical foram emitidos para o noroeste das Bahamas, exceto a Ilha de Andros. Às 03:00 UTC em 13 de setembro, um alerta de tempestade tropical foi emitido para a costa leste da Península da Flórida, entre a entrada de Júpiter e a linha Volusia - Condado de Brevard. Depois de uma expansão para o norte para incluir mais da costa da Flórida, o alerta foi cancelado no dia seguinte.
Um alerta de tempestade tropical foi emitido pela primeira vez para as Bermudas às 21:00 UTC de 16 de setembro e, finalmente, atualizado para um alerta de furacão 24 horas depois. Todos os alertas e alertas de ciclones tropicais foram descontinuados às 6h UTC de 19 de setembro, após a saída da tempestade. Mudanças na estrutura do furacão conforme ele se aproximava do território colocaram alguns desafios de previsão, especialmente no que diz respeito ao tempo de chegada e magnitude dos ventos prejudiciais. Antes da tempestade, oito navios de cruzeiro foram desviados das Bermudas. Já em 16 de setembro, os funcionários do Aeroporto Internacional LF Wade solicitaram que os veículos fossem retirados da área de estacionamento de longa duração sujeita a inundações. Com a deterioração das condições, o aeroporto fechou às 19:00 UTC em 18 de setembro, resultando no cancelamento de doze voos comerciais. As aeronaves também foram evacuadas do aeroporto durante o fechamento. The Causeway, uma rota que liga o aeroporto aos centros populacionais do território, foi encerrada como medida de precaução pouco depois de um toque de recolher público entrar em vigor às 21:00 UTC em 18 de setembro. Os serviços de balsa foram suspensos ao mesmo tempo, enquanto os ônibus pararam de circular no final da tarde.
O governo abriu seu único abrigo oficial contra furacões na Cedarbridge Academy. A equipe era composta por 30 pessoas de várias agências e fornecia acomodação para até 100 residentes. Indivíduos que viviam em barcos ou que se sentiam inseguros em suas casas foram incentivados a aproveitar as vantagens das instalações. No final das contas, quase 50 pessoas buscaram refúgio ali. Em um esforço para comunicar os perigos da tempestade ao público, o governo das Bermudas realizou uma coletiva de imprensa pública, ativou a estação de rádio de emergência da Organização de Medidas de Emergência e enviou atualizações aos usuários de um novo aplicativo móvel oficial chamado Tree Frog, introduzido apenas alguns meses antes. O governador John Rankin colocou 120 membros do Regimento Real das Bermudas em espera, e ambulâncias e equipes da Bermuda Electric Light Company (BELCO) foram pré-posicionadas em locais estratégicos em toda a ilha.  Escolas, empresas e escritórios governamentais foram fechados às 16:00 UTC em 18 de setembro. A Bolsa de Valores de Bermuda também foi fechada em 18 e 19 de setembro. Muitos proprietários de barcos retiraram seus navios das marinas para protegê-los em terra.

## Impactos

### As Bahamas

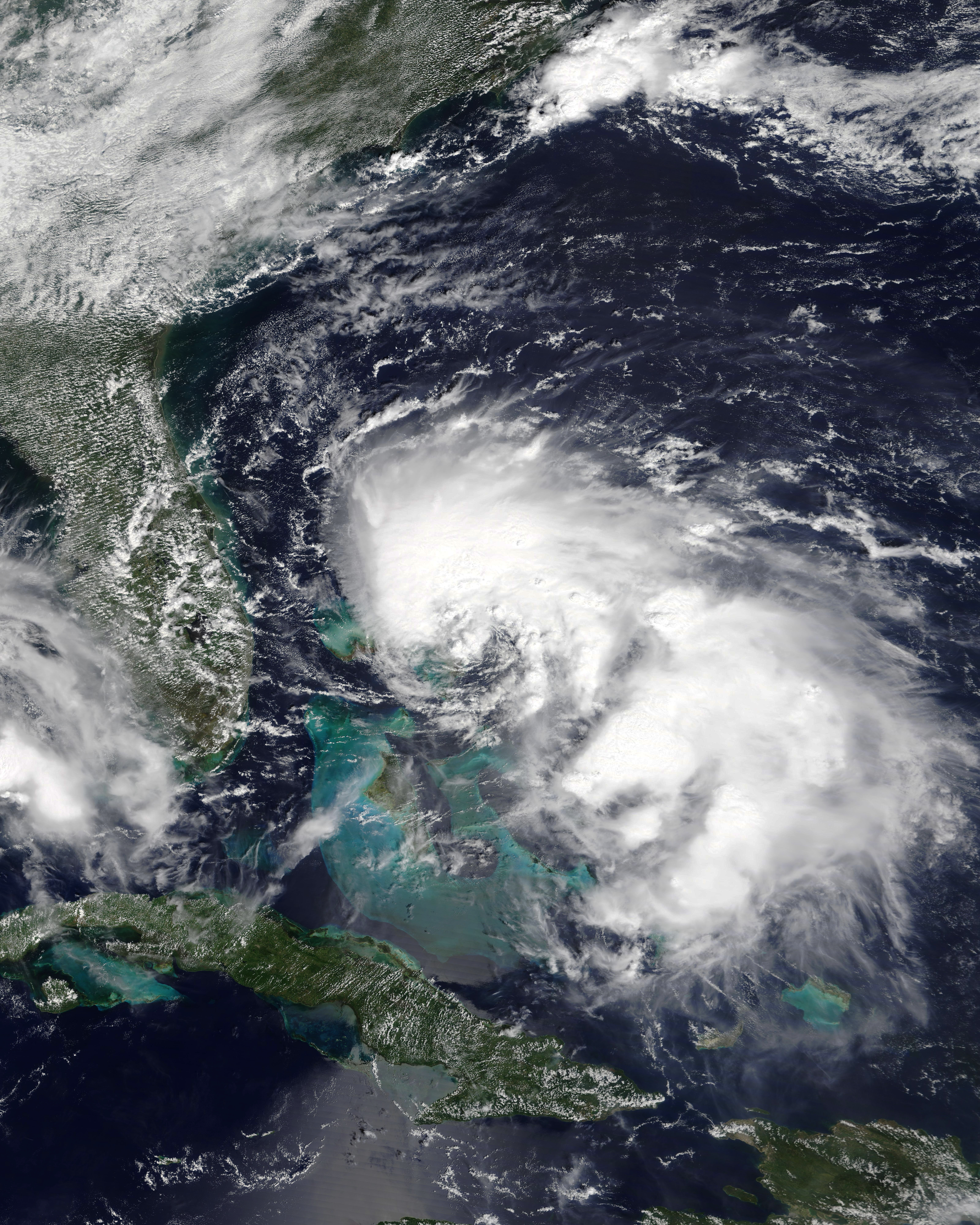
Tempestade tropical Humberto passando a leste das Bahamas e Flórida em 14 de setembro

Devastadas pelo furacão Dorian no início do mês, as Bahamas foram poupadas dos efeitos combinados significativos da tempestade tropical Humberto. O Aeroporto Internacional de Grand Bahama, na parte noroeste do país, relatou ventos sustentados de dez minutos de apenas 29 mph (46 km/h) conforme a tempestade passava para o leste, e os totais de chuva eram baixos. A proximidade de Humberto com a área do desastre fez com que pequenos campos de aviação usados na distribuição de suprimentos de emergência fossem fechados brevemente.

### Estados Unidos
As correntes de retorno produzidas por Humberto afetaram a costa leste dos Estados Unidos por vários dias. As condições eram particularmente traiçoeiras no nordeste da Flórida, onde os fortes ventos terrestres e o mar agitado resultante dificultaram o resgate no oceano.  No condado de St. Johns, 21 banhistas foram resgatados do mar agitado em 14 e 15 de setembro. Uma vítima da atual extorsão no condado foi encontrada morta após uma busca de dois dias, enquanto outra foi hospitalizada em estado crítico. No condado de Duval, rajadas de vento na periferia de Humberto atingiram 72 km/h (45 mph). A costa leste da Flórida também experimentou um menor 0.30 to 0.46 m (1 to 1.5 ft) tempestade e chuvas fracas.  Mais ao norte, em Topsail Beach, Carolina do Norte, um homem de 62 anos se afogou depois de entrar em águas rasas e ser levado por uma corrente de retorno.
Mais tarde, conforme a tempestade crescia em força e tamanho, ondas poderosas se propagaram para o sul, para a costa norte de Porto Rico. Além das inundações costeiras, a extensa erosão da praia danificou algumas estruturas da orla em Espinar, Agunda.

### Bermudas

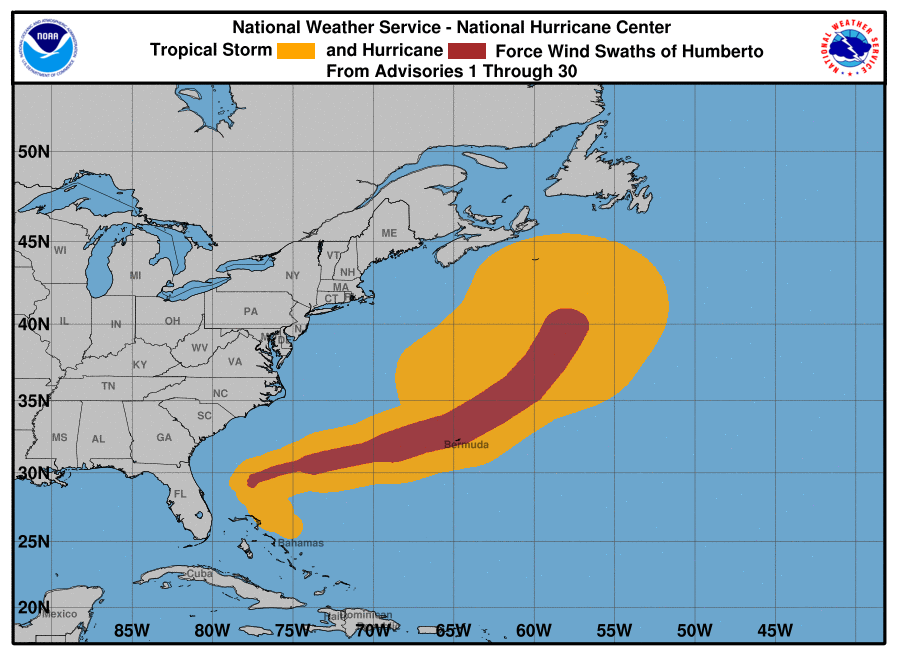
A faixa de vento do furacão Humberto com ventos com força de furacão em vermelho e ventos com força de tempestade tropical estavam em laranja

Os fortes ventos de oeste foram o aspeto mais severo do furacão nas Bermudas. As maiores velocidades do vento ocorreram durante um período relativamente breve entre 23:00 UTC em 18 de setembro e 02:00 UTC em 19 de setembro, coincidindo com a abordagem mais próxima do centro de Humberto. No auge da tempestade, rápidas flutuações na pressão do ar e na temperatura foram observadas simultaneamente com padrões de vento altamente turbulentos. Embora não confirmada, a atividade de tornados localizados no quadrante frontal direito de Humberto pode ter sido responsável por casos de danos isolados horas antes dos ventos com força de furacão se espalharem pelas ilhas.  O sistema de movimentação rápida foi acompanhado por apenas 40 mm (1.57 in) de chuva,  insuficiente para lavar os resíduos de sal que queima a folhagem. Os valores de pico da onda de tempestade estavam abaixo de 0.91 m (3 ft), e as marés astronômicas baixas impediram qualquer inundação costeira significativa. A pressão de ar mais baixa registrada nas Bermudas foi de 28.66 inHg (970.4 mbar), e as ondas mais altas nos mares da costa norte do território foram analisadas perto de 42 ft (13 m).
Análise de observações de uma bóia localizada 9 mi (14 km) largo da costa noroeste indicou que partes das Bermudas experimentaram ventos sustentados perto da categoria 3 intensidade. O instrumento registrou ventos médios de dez minutos de 94 mph (152 km/h) com rajadas para 130 mph (209 km/h), a uma altitude de 20 ft (6 m). Ajustando para elevação padrão e, em seguida, convertendo para uma média de um minuto produz ventos máximos sustentados estimados de cerca de 110 mph (178 km/h). Em Pearl Island, ventos sustentados de um minuto chegaram a 100 mph (161 km/h), pontuada por rajadas de até 123 mph (198 km/h). O Aeroporto Internacional LF Wade registrou ventos sustentados médios de dez minutos de 82 mph (131 km/h) e uma rajada de 116 mph (187 km/h). Estações elevadas registraram ventos ainda mais poderosos; em 88 m (290 ft) acima do nível do mar, o Centro de Operações Marítimas na Ilha de São Jorge mediu rajadas de 144 mph (232 km/h). Um anemômetro particular no telhado da histórica Casa do Comissário (parte do Museu Nacional das Bermudas ) registrou uma rajada de vento extrema de 192 mph (309 km/h), mas tanto o Centro Nacional de Furacões quanto o Serviço de Meteorologia das Bermudas acreditam que esse valor foi inflacionado artificialmente pelo fluxo de ar sobre o edifício.
Esses ventos intensos causaram danos extensos, principalmente a árvores, telhados e linhas de energia; os piores efeitos concentraram-se nas áreas ocidentais. Estima-se que 500–600 edifícios sofreram danos ao telhado, entre eles a Delegacia de Polícia de Somerset e uma Igreja Episcopal Metodista Africana na Paróquia de Sandys. Isso corresponde às 600 reclamações de seguros relacionadas a tempestades recebidas por três empresas locais até 24 de setembro. Humberto deixou mais de 27.900 clientes de eletricidade, cerca de 80% do território, sem energia. Muitos agricultores sofreram perdas significativas de frutas e vegetais; em particular, 90% da safra de banana foi destruída, levando cerca de 18 meses para se recuperar. Isso piorou a escassez contínua de bananas causada por infestações de insetos-praga na importação da fruta. Plantas vivas, incluindo poinsétias e mudas de vegetais, foram mortas em conjunto com a destruição de estufas de viveiros.
No aeroporto, cercas de segurança e uma ponte de jato foram seriamente danificadas. No estaleiro naval real, um contêiner explodiu na água e provavelmente afundou. Um homem que tentava escapar da tempestade em seu iate correu um breve perigo quando o navio se soltou de suas amarras e acabou naufragando em uma ilha no Grande Estreito. Ao largo da costa norte, os destroços do navio a vapor Montana, um popular local de mergulho, foram gravemente danificados. O campus do Bermuda Weather Service sofreu a perda de uma antena parabólica, antenas e da plataforma de lançamento do balão meteorológico, que explodiu de sua fundação. A agência também perdeu comunicação com seu sistema de radar meteorológico Doppler próximo ao auge da tempestade. Nenhum dano maior foi relatado na capital, Hamilton, embora alguns parques da cidade tenham sido fechados ao público devido às condições inseguras. O Serviço de Bombeiros e Resgate das Bermudas respondeu a várias chamadas para incêndios menores e outros incidentes.  No total, Humberto causou mais de US$ 25 milhões em danos às Bermudas. Apesar da gravidade da tempestade e da extensão dos danos, nenhuma morte ou ferimento grave foi atribuído ao furacão no território.

## Rescaldo
Na esteira do furacão, árvores caídas ou penduradas e linhas de energia deixaram algumas estradas intransitáveis nas Bermudas, então as autoridades aconselharam os residentes a permanecerem em casa. Desde as primeiras horas da manhã em 19 de setembro, o Regimento Real das Bermudas auxiliou agências governamentais na remoção de entulhos das estradas. Para acomodar o influxo de detritos de horticultura, a Instalação de Compostagem da Marsh Folly dispensou sua taxa de despejo de vegetação. A Calçada foi reaberta ao tráfego por volta do meio-dia de setembro 19 após avaliações de engenheiros estruturais. O Aeroporto Internacional de LF Wade reabriu na mesma época, depois que os reparos nas cercas danificadas foram concluídos às pressas. Escritórios governamentais, empresas e a maioria das rotas de balsa retomaram as operações normais em 20 de setembro, enquanto as escolas públicas permaneceram fechadas por mais um dia, enquanto as avaliações dos edifícios estavam em andamento. Enquanto as equipes da BELCO consertavam a infraestrutura elétrica, o número de cortes de energia caiu para 10.000 na manhã de 21 de setembro e 1.000 em 26 de setembro. A empresa, única fornecedora de energia elétrica para as Bermudas, recebeu ajuda de funcionários aposentados e auxílio mútuo de outra concessionária com sede nos Estados Unidos. A restauração foi temporariamente retardada por vários incêndios em postes de serviços públicos causados pela corrosão do sal. Um pequeno número de interrupções persistiu 10 dias após a tempestade. Apesar da rápida limpeza na maioria dos locais, algumas pequenas ruas e partes da trilha da ferrovia das Bermudas permaneceram bloqueadas por várias semanas.
Imediatamente após o furacão, as estruturas danificadas foram temporariamente protegidas por lonas. O Departamento de Planeamento das Bermudas relaxou seus requisitos de licenças de construção para consertar certos tipos de danos relacionados à tempestade. Como consequência da contínua escassez de telhas de ardósia causada pela incapacidade das pedreiras locais de atender à demanda, os reparos permanentes do telhado foram atrasados para muitos residentes. Com a intensificação do furacão Jerry ao sul também considerada uma ameaça potencial, as medidas de preparação foram retomadas quase imediatamente após a passagem de Humberto. No entanto, Jerry degenerou em um sistema remanescente de baixa pressão antes de chegar às Bermudas, resultando em apenas um breve período de clima inclemente. O primeiro-ministro das Ilhas Virgens Britânicas, Andrew Fahie, expressou que seu governo está preparado para ajudar as Bermudas a lidar com os efeitos dos furacões Humberto e Jerry.